# Oudtshoorn (municipalité)
La Municipalité d'Oudtshoorn (Oudtshoorn Local Municipality) est une municipalité locale du district municipal de la route des jardins dans la province du Cap-Occidental en Afrique du Sud. Le siège de la municipalité est situé dans la ville de Oudtshoorn.

## Localités de Oudtshoorn
La municipalité locale d'Oudtshoorn, formée dans ses constituants actuels en 2000, fait partie du district municipal de la route des jardins. Elle comprend les zones suivantes : 
| Ville, villages, townships et localités | Code   | Population | Superficie (km2) | Langue maternelle dominante |
| --------------------------------------- | ------ | ---------- | ---------------- | --------------------------- |
| Armoed                                  | 178008 | 472        | 2,36             | Afrikaans                   |
| Bongolethu                              | 178005 | 14 724     | 1,84             | Afrikaans                   |
| Bridgeton                               | 178006 | 17 640     | 2,31             | Afrikaans                   |
| De Hoop                                 | 178007 | 151        | 0,57             | Afrikaans                   |
| De Rust                                 | 178001 | 3 566      | 17,63            | Afrikaans                   |
| Dysselsdorp                             | 178003 | 12 544     | 12,45            | Afrikaans                   |
| Oudtshoorn                              | 178004 | 29 143     | 33,49            | Afrikaans                   |
| Zone rurale                             | 178002 | 17 694     | 3 466,44         | Afrikaans                   |
| Total                                   | Total  | 95 933     | 3 537,08         | Afrikaans                   |

## Démographie
Selon le recensement de 2011, la municipalité locale comprend 95 933 habitants (77,35 % de coloured, 12,49 % de Blancs et 9,11 % de Noirs). La ville d'Oudtshoorn, hors zone rurale, compte pour sa part 29 143 habitants (53,56 % de coloureds) .

## Historique
Avant 1994, la région, aujourd'hui administrée par la municipalité d'Oudtshoorn, relevait du Klein Karoo Regional Services Council (RSC). Au sein de celui-ci, les villes d'Oudtshoorn et De Rust étaient gouvernées par des conseils municipaux, élus par les résidents blancs de ces localités. Les habitants de couleur (coloured) de Bridgton (Oudtshoorn) et de Blomnek (De Rust) relevaient de comités de gestion subordonnés à ces conseils municipaux. Dysselsdorp était également régie par un comité de gestion tandis que le township de Bongolethu était administré par un conseil municipal, depuis la loi de 1982 sur les autorités locales noires.
Après les élections générales sud-africaines de 1994 et à la suite des négociations entre les parties concernées (autorités locales, partis politiques, organisations communautaires), les autorités locales sortantes furent dissoutes pour être remplacées, en décembre 1994 et janvier 1995, par des conseils locaux de transition (TLC) pour chaque ville et village :  
- le TLC De Rust/Blomnek a ainsi remplacé le comité de gestion de Blomnek et la municipalité de De Rust
- le TLC d'Oudtshoorn a remplacé la municipalité d'Oudtshoorn, le comité de gestion de Bridgton et le conseil municipal de Bongolethu.
- le TLC de Dysselsdorp TLC a remplacé le comité de gestion de Dysselsdorp.

Les TLC étaient initialement composés de membres nommés par les différentes parties aux négociations, en attendant l'organisation d'élections municipales qui eurent lieu en mai 1996. A cette date, il fut aussi constitué un conseil de district de Klein Karoo pour remplacer le RSC de Klein Karoo et des conseils représentatifs de transition (TRC) furent élus pour représenter les zones rurales, en plus des TLC, au sein de ce conseil de district. La zone qui allait devenir la municipalité d'Oudtshoorn comprenait le TRC d'Oudtshoorn et une petite partie du TRC de Bo-Langkloof.
Lors des élections locales de décembre 2000, les TLC et TRC furent dissous pour laisser la place à la municipalité d'Oudtshorn, constituée en autorité locale unique. Lors de la même élection, le conseil du district de Klein Karoo fut aussi dissous et amalgamé avec d'autres districts pour former la municipalité du district d'Eden, renommé en 2018 district municipal de la route des jardins.

## Administration municipale

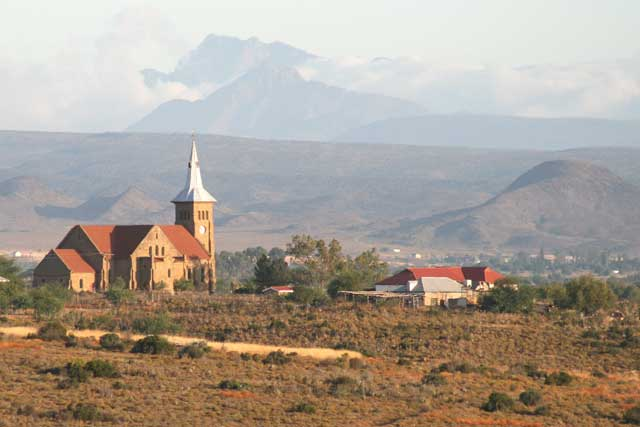
De Hoop, village du petit Karoo géré par la municipalité d'Oudtshoorn.

La municipalité locale d'Oudtshoorn est l'objet régulièrement d'un enjeu politique entre le Congrès national africain (ANC) et le principal parti d'opposition, l'Alliance démocratique (DA). Le jeu des coalitions désorganise sporadiquement la gestion municipale.
Aux élections municipales du 1er mars 2006, l'ANC remporta huit sièges contre sept à la DA et six aux démocrates indépendants (ID). La coalition conclue entre la DA et les ID permit à Jeffry Swartbooi (ID) de ravir la mairie à l'ANC et de composer un exécutif municipal faisant la part belle à la DA, reléguant l'ANC dans l'opposition.
À la suite des scandales et des accusations de corruption, Swartbooi a été destitué et remplacé par Diane De Jager (DA). Celle-ci fut à son tour victime en aout 2010 d'un retournement d'alliance conclu entre ID et l'ANC permettant l'élection de Gordon April (ID) au poste de maire. Toutefois, à peine une semaine plus tard, l'alliance nationale conclue entre ID et la DA obligea les nouveaux responsables municipaux à démissionner de leur poste. En novembre 2010, à la suite du refus de certains élus ID de rejoindre la DA, une nouvelle majorité se forma sous la direction de Gordon April, dorénavant inscrit à l'ANC.

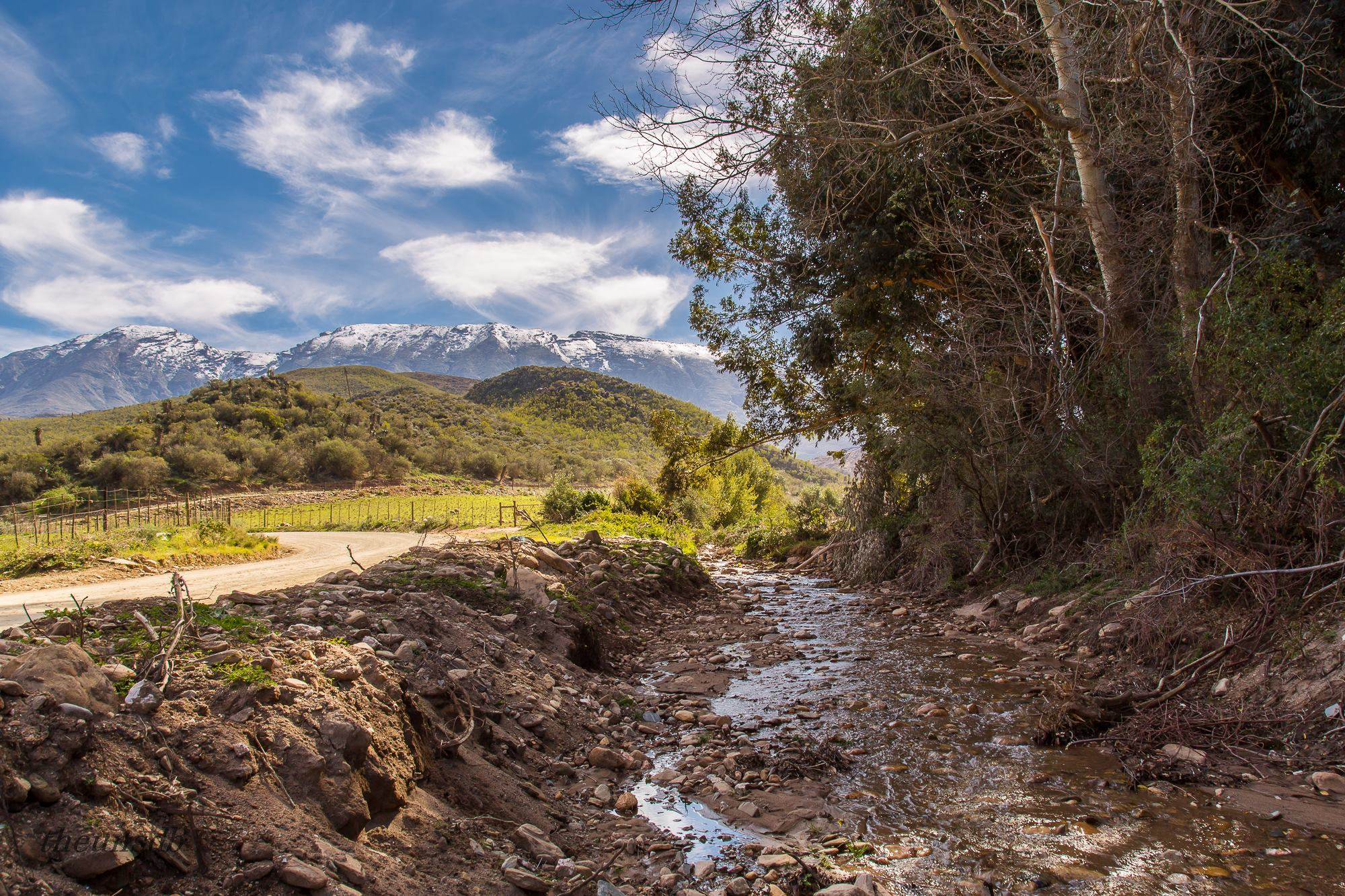
Zone rurale d'Oudtshoorn.

Lors des élections municipales de 2011, la DA remporta la majorité relative des suffrages (46,18 %) et onze sièges au conseil municipal face à l'ANC (42,43 %) qui obtint cependant également 11 sièges mettant les deux partis à égalité. La mise en place de l'exécutif municipal dépendit alors des élus du Congrès du Peuple (un siège), d'ICOSA (un siège) et du parti national populaire (un siège). À la suite des expériences infructueuses de coalition qu'elle avait connue, la DA annonça d'emblée renoncer à former une coalition municipale pour gouverner la municipalité en dépit de sa légitimité électorale. L'ANC offrit des postes stratégiques de maire-adjoint et de président du conseil municipal (speaker) aux élus d'ICOSA et du NNP lui permettant d'obtenir une majorité municipale de treize sièges) contre douze sièges à l'opposition DA/COPE. Gordon April (ANC) se succéda alors à lui-même au poste de maire.
En 2013, une élection partielle permit à la DA de remporter un siège supplémentaire sur l'ANC et de faire basculer la majorité du conseil municipal vers la coalition entre le COPE et la DA. Néanmoins, ce n'est qu'en juillet 2015 que le maire Gordon April fut contraint de démissionner. De septembre 2015 aux élections municipales sud-africaines de 2016, la municipalité fut placée sous administration provinciale. En aout 2016, à la suite des élections municipales remportées par la DA (55 %), Colan Sylvester (DA) est élu au poste de maire.

### Liste des maires d'Oudtshoorn
- Herbert Urmson Smith (1887 à 1893)
- Arthur Jacobson (1913)
- SH Adley (-1919)
- Samuel Sanders (1920-1921)
- Sol Green (1933)
- Bennie Gillis (1937-1939)
- P.A. Melville (1943)
- Arnold Jannie De Jager
- Salmon Markus (Seppie) Greeff (1969 à 1971 et 1988 à 1995)
- Sipho Kroma (1995-1996)
- Roland Pharo (1998-1999)
- Angeline Lekay (1999-2000)
- Marius Potgieter

| Maires depuis 2000         | Parti politique                                        | Terme                              |
| -------------------------- | ------------------------------------------------------ | ---------------------------------- |
| James Swiegelaar           | AKSIE puis DA                                          | 2000 - 2002                        |
| Lampies Lamprecht          | NNP                                                    | 2004-2006                          |
| Jeffry Swartbooi           | ID                                                     | 2006-2007                          |
| Diane de Jager             | DA                                                     | 2007-2010                          |
| Gordon April               | ID puis ANC                                            | 2010-2015                          |
| Wessie van der Westhuizen  | DA                                                     | juillet-aout 2015                  |
| Administration provinciale | DA                                                     | 2015-2016                          |
| Colan Sylvester            | DA                                                     | 2016 - 2020                        |
| Chris MacPherson           | DA                                                     | juillet 2020-septembre 2021        |
| Vlancio Donson             | Independent Civic Organisation of South Africa (ICOSA) | 25 septembre 2021-17 novembre 2021 |
| Chad Louw                  | ANC                                                    | 17 novembre 2021--28 juin 2022     |
| Chris MacPherson           | DA                                                     | 29 juin 2022-1er aout 2024         |
| Johannes Allers            | FF+                                                    | depuis le 1er aout 2024            |

## Sources
- Cet article est partiellement ou en totalité issu de l'article intitulé « Oudtshoorn » (voir la liste des auteurs).